# 彭大科
彭大科（16世紀—17世紀），號媿名，江西袁州府分宜縣人，明朝政治人物。

## 生平
彭大科是萬曆二十五年（1597年）舉人，授漢川知縣，縣有河名為劉家塥，商賈來往不絕，歲額派商稅八百金以協濟潞府，萬曆四十一年（1613年）河道淤塞但依然徵稅，他和縣內鄉紳周嘉謨上請得豁免，又裁去冗員、罷除塥稅，改任廬江知縣，為政崇尚寬平，卻嚴厲懲罰橫行豪強，同時下令里甲朋平均地方徭役，陞北京兵馬司副指揮，因不慶賀魏忠賢新第落成，被外調景東同知，魏忠賢敗亡後陞工部營繕司主事，監督皇陵工程不侵吞官錢，回鄉後去世，入祀鄉賢祠。

## 引用
1. 1 2  同治《分宜縣志·卷八·人物》：彭大科，號媿名，西岡人，萬厯丁酉鄉舉，初知漢川縣，縣有河名劉家塥者巨鎮也，商賈絡繹，歲額派商稅八百金協濟潞府，以縣丞駐塥地徵收率以為常，癸丑河閼舟楫不通，而歲仍徵稅，大科與邑紳周嘉謨議請之大府，列疏入吿得允，裁冗員、罷塥稅，調知廬江有惠政，陞北城兵馬司，時權璫魏忠賢用事，大科守正不阿，左遷景東同知，會璫敗擢工部營繕司主事，監督陵工官錢無所私，歸卒祀鄉賢。 人物志，參舊志
2. ↑  同治《漢川縣志·卷十六·列傳上》：彭大科，號媿名，分宜人，萬厯丁酉舉人，知漢川事，劉家塥巨鎮也，商賈絡繹，歲額商稅八百金，協濟潞府，癸丑河淤舟楫不通，而稅應歲徵，塥民苦之，大科力為陳請得罷其稅，撫按交薦陞北城兵馬司。
3. ↑  光緒《廬江縣志·卷六·職官》：彭大科，字媿名，江西分宜人，舉人，天啟二年知縣事，為政尚寬平，而於勢豪不少貸，平徭役，令里甲朋充勞逸適均，陞北京兵馬副指揮，逆璫新第成獨不賀，其自立如此。
4. ↑  光緒《續修廬州府志·卷二十八·名宦傳三》：彭大科，字媿名，分宜人，舉人，為政平易近民，除刁猾隣邑有豪強魚肉我民者，以去留爭之，縣苦差徭，乃令里甲朋當以均勞，省耕重農，分社造士，擢兵馬司，逆璫新第成，獨不舉賀，生平梗概可知。 明隆慶志